# فوسفات المغنيسيوم
 فوسفات المغنيسيوم  مصطلح عام يشير إلى أملاح للمغنيسيوم والفوسفات، ويكون على ثلاثة أشكال:
- فوسفات المغنيسيوم بدون هيدروجين (ثلاثي القاعدية) (Mg3(PO4)2)
- فوسفات المغنيسيوم أحادي الهيدروجين (أو ثنائي القاعدية) (MgHPO4)
- فوسفات المغنيسيوم ثنائي الهيدروجين (أو أحادي القاعدية) (Mg(H2PO4)2)

تستخدم فوسفات المغنيسيوم على العموم في صناعة السيراميك وفي تجهيز القماش ضد الحريق. كما يدخل في تركيب الأعلاف، ويستخدم كمادة ملينة ومضاد لحموضة المعدة، وله رقم الإي E 343.

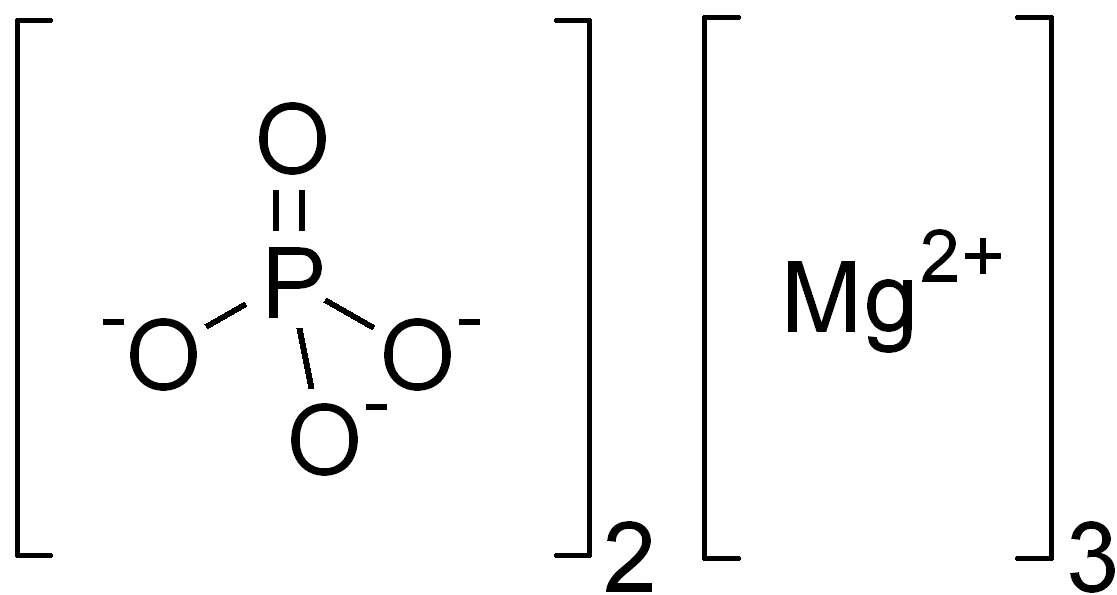
فوسفات المغنيسيوم ثلاثي القاعدية

## فوسفات المغنيسيوم ثلاثي القاعدية
فوسفات المغنيسيوم ثلاثي القاعدية مركب كيميائي له الصيغة Mg3(PO4)2 وله كتلة مولية مقدارها 262.85 غ/مول، ورقم التسجيل (كاس) 1-87-7757 ولا ينحل في الماء.

## فوسفات المغنيسيوم أحادي الهيدروجين
فوسفات المغنيسيوم أحادي الهيدروجين  مركب كيميائي له الصيغة MgHPO4 ويكون على شكل بلورات بيضاء. وهو ملح المغنيسيوم الحمضي لحمض الفوسفوريك. وغالباً ما يوجد على شكل ثلاثي هيدرات، أي مرتبطاً مع ثلاث جزيئات ماء MgHPO4 · 3 H2O.

### الخواص
- لا ينحل فوسفات المغنيسيوم أحادي الهيدروجين عملياً في الماء (فقط 0.25 غ/ل عند 25°س)، لكنه بالمقابل ينحل جيداً في الحموض.
- بالتسخين إلى درجات حرارة تتجاوز 200°س يتفكك فوسفات المغنيسيوم أحادي الهيدروجين ويحرر الماء ويتكاثف مشكلاً بيروفوسفات المغنيسيومMg2P2O7.

### التحضير
يحضر من تفاعل كميات ستوكيومترية من أكسيد المغنيسيوم وحمض الفوسفوريك.
MgO + H3PO4 → MgHPO4 + H2O
كما يمكن أن يحضر من تفاعل فوسفات ثلاثية الصوديوم مع كبريتات المغنيسيوم.

## فوسفات المغنيسيوم ثنائي الهيدروجين
فوسفات المغنيسيوم ثنائي الهيدروجين مركب كيميائي له الصيغة Mg(H2PO4)2، وله الوزن الجزيئي 218.28 غ/مول.